# Wata no Kuni Hoshi
Wata no Kuni Hoshi (jap. 綿の国星, übersetzt etwa „Der Stern aus dem Baumwollland“) ist eine Manga-Serie von Yumiko Ōshima, die von 1978 bis 1987 erschien und auch als Anime-Film umgesetzt wurde. Sie wurde ursprünglich vor allem für jugendliche Mädchen gezeichnet, lässt sich also der Shōjo-Gattung zuordnen. Auf über 900 Seiten schildert der Manga die Gedankenwelt eines Kätzchens, das als Mensch mit Katzenohren und -schwanz dargestellt ist.

## Handlung
Das zwei Monate alte Kätzchen Chibineko (チビ猫) spricht seine Gedanken zwar aus, wird jedoch von den Menschen in seiner Umgebung nicht verstanden. Diese nehmen ihre Worte und Wünsche nicht wahr und hören stattdessen Miauen.
Nachdem Chibineko von ihren Besitzern zurückgelassen wurde, findet der achtzehnjährige Tokio das Katzenmädchen. Tokios Mutter hat zwar eine Katzenhaarallergie und eine große Angst vor Katzen, stimmt jedoch zu, das Kätzchen zu behalten, weil sie befürchtet, ihr Sohn könne zu einem Einsiedler oder Selbstmörder werden, wenn er nicht mehr soziale Kontakte pflegen würde.
Chibineko hat Spaß mit Tokio und verliebt sich in ihn, aber er ist in ein Menschenmädchen verliebt. Chibineko möchte selbst ein Mensch werden, damit Tokio sich in sie verliebt. Das Kätzchen ist davon überzeugt, dass viele Menschen einmal Katzen waren und sich verwandelt haben. Ein erfahrener Kater, Raphael, macht ihren Traum von einem Menschenkörper zunichte, weil er ihr erzählt, dass das unmöglich sei. Raphael erzählt ihr zudem von einem paradiesischen Ort, dem „Baumwollland“, und gesteht ihr seine Liebe.
Chibineko läuft weg, um mit Raphael auf Reisen zu gehen, findet den Kater aber nicht. Nachdem sie einige Abenteuer erlebt hat, findet sie in die Nähe von Tokios Haus zurück. Tokios Mutter findet sie und überwindet dabei ihre Angst vor dem Kätzchen.

## Veröffentlichungen
Wata no Kuni Hoshi erschien in Japan von 1978 bis 1987 kapitelweise im monatlichen Manga-Magazin LaLa. In dem Magazin, das zu dieser Zeit eine Auflage zwischen 300.000 und 500.000 pro Ausgabe hatte, wurde beispielsweise auch Ryōko Yamagishis Hi izuru Tokoro no Tenshi veröffentlicht.
Der Hakusensha-Verlag brachte den Manga kurze Zeit nach seiner Erstveröffentlichung in LaLa auch in sieben Taschenbuch-Sammelbänden heraus. Später erschienen Neuauflagen in anderen Buchformaten; so etwa 1994 eine vierbändige Auflage als Bunkoban.

## Rezeption und Wirkung
Der Manga war der endgültige Durchbruch für Yumiko Ōshima, die sich zuvor auf Kurzgeschichten konzentriert hatte und hiermit ihr längstes Werk vorlegte. Er gewann 1979 den 3. Kōdansha-Manga-Preis in der Kategorie „Shōjo“ und die Metapher für das „auf sich zurückgeworfene junge Mädchen“ als Kemonomimi (bzw. als „Catgirl“) findet seit Wata no Kuni Hoshi wiederholt in anderen Mangas Verwendung.
Masanao Amano stellte fest: „[E]s handelt sich aber keinesfalls nur um eine nette Tiergeschichte, vielmehr werden psychische und mentale Befindlichkeiten äußerst differenziert dargestellt.“

## Verfilmung
Im Animationsstudio Mushi Productions entstand ein ungefähr 90-minütiger Zeichentrickfilm auf Basis der Manga-Serie. Während Shinichi Tsuji die Regie übernahm, verfasste Masaki Tsuji gemeinsam mit Yumiko Ōshima das Drehbuch. Die Musik bilden Klavierstücke von Richard Clayderman, die, so Jonathan Clements und Helen McCarthy in ihrer Anime Encyclopedia, „genau den richtigen Ton in dieser rührseligen Romanze“ anschlagen würden.
Der Film kam am 11. Februar 1984 in die japanischen Kinos. Im März 2004 erschien er auf DVD.